# Appuldurcombe House
Appuldurcombe House (également orthographié Appledorecombe ou Appledore Combe) est la coquille d'une grande maison de campagne baroque anglaise du XVIIIe siècle de la famille Worsley. La maison est située près de Wroxall sur l'île de Wight, en Angleterre. Elle est maintenant gérée par English Heritage et est ouverte au public. Une petite partie des 300 acres (1,21 km2) du domaine qui l'entoure est toujours intacte, mais d'autres caractéristiques du domaine sont encore visibles dans les terres agricoles environnantes et le village voisin de Wroxall, notamment l'entrée du parc, la porte de Freemantle, désormais utilisée uniquement par les animaux de la ferme et les piétons.

## Histoire

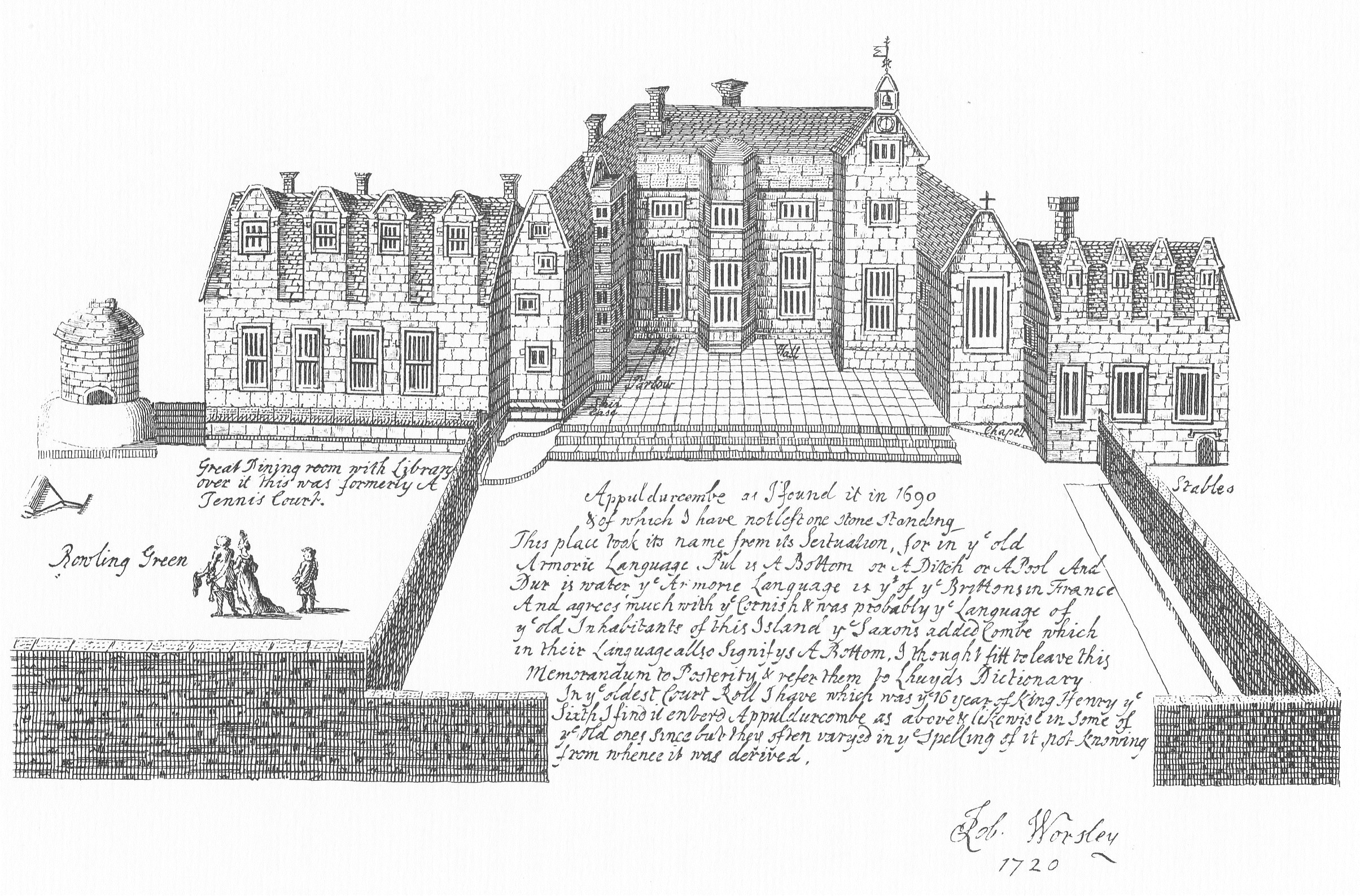
La maison Tudor Appuldurcombe en 1690, dessinée par Sir Robert Worsley, datée de 1720

Appuldurcombe commence comme prieuré en 1100. C'est ensuite un couvent, puis la maison élisabéthaine de la famille Leigh. Le grand manoir Tudor est légué en 1690 à Robert Worsley (3e baronnet), qui commence à planifier un remplacement approprié.

### 1702: Manoir baroque

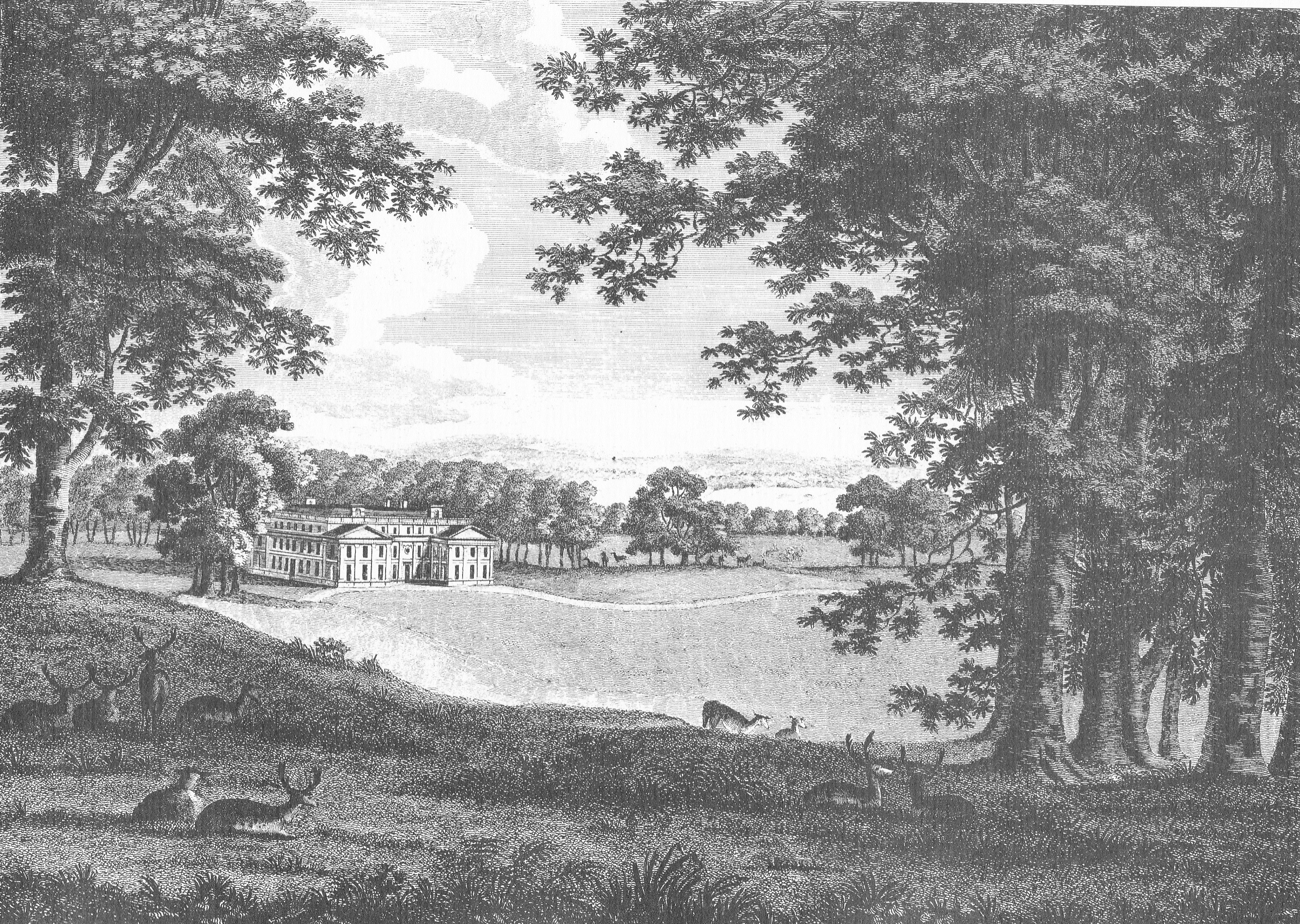
"Appuldurcombe Park, le siège du très honorable Sir Richard Worsley 3e baronnet, gouverneur et vice-amiral de l'île de Wight". Gravure publiée dans : Worsley, Sir Richard, Histoire de l'île de Wight, Londres, 1781

La maison actuelle est commencée en 1702. L'architecte est John James (architecte). Sir Robert n'a jamais vu la maison entièrement achevée. Il meurt le 29 juillet 1747, en sa mémoire un monument est érigé surplombant la maison de Stenbury Down.
La maison est considérablement agrandie dans les années 1770 par son petit-neveu Sir Richard Worsley (7e baronnet). Le manoir nouvellement agrandi est l'endroit où Sir Richard amène sa nouvelle épouse, Seymour Dorothy Fleming, 17 ans, qu'il a épousée "par amour et 80 000 £". Capability Brown est chargé en 1779 de concevoir les motifs ornementaux en même temps que les extensions. Une folie romantique en ruine connue sous le nom de « château de Cooke » est construite sur la colline en face pour améliorer la vue. À l'époque de Sir Richard, la maison abrite une magnifique collection d'art et est le cadre des divertissements de Sir Richard avec certaines des figures les plus éminentes de l'époque.

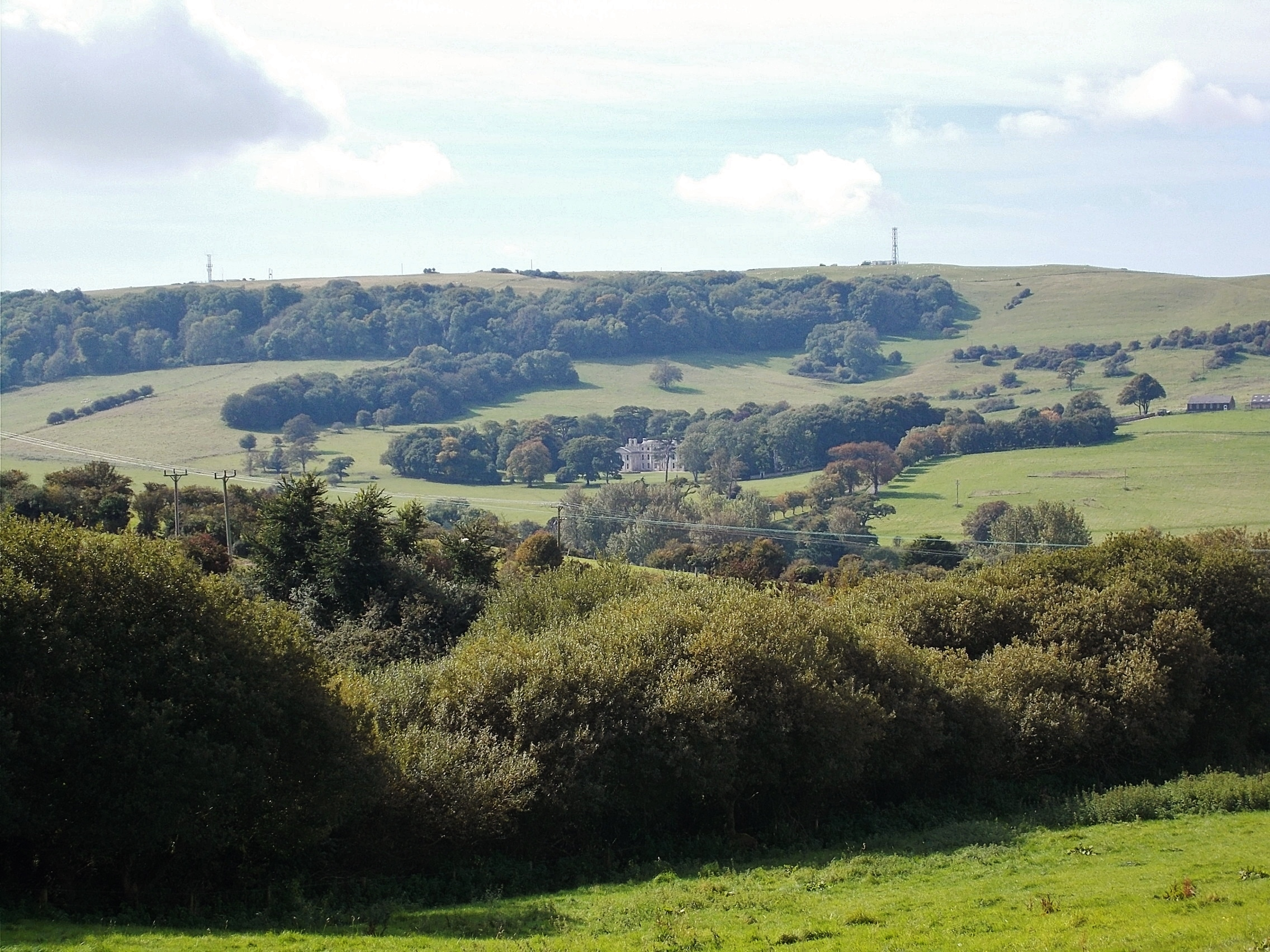
Le cadre de la maison dans la campagne du sud de Wight. La maison est au centre de l'image.

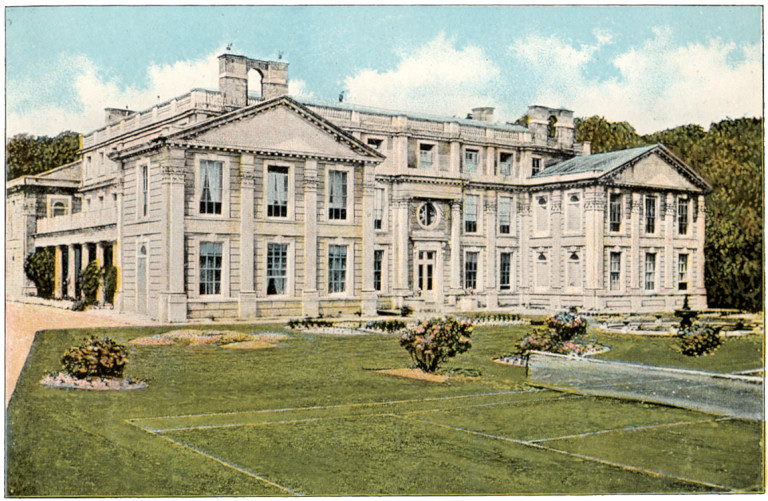
Maison Appuldurcombe vers 1910

Le mariage de Sir Richard s'est rapidement effondré et le seul enfant du couple, un fils, est décédé en bas âge. Après avoir poursuivi l'un des 27 amants présumés de sa femme, le couple se sépare de manière informelle. Seymour n'a pas pu se remarier jusqu'à la mort de Richard, et elle est devenue une maîtresse professionnelle ou une demi-mondaine, vivant des dons d'hommes riches pour survivre, rejoignant d'autres femmes de la classe supérieure occupant un poste similaire dans la New Female Coterie . Sir Richard meurt d'apoplexie le 8 août 1805 à Appledurcombe et est enterré à l'église paroissiale de Godshill. Son titre passe à son cousin au quatrième degré, Henry Worsley-Holmes, tandis que les 70 000 £ de son épouse  lui reviennent, et un peu plus d'un mois plus tard, elle s'est remariée.
Worsley laisse le domaine aux prises avec de lourdes dettes, mais Appuldurcombe passe à sa nièce, Henrietta Anna Maria Charlotte (fille de John Bridgeman Simpson). Elle épouse l'hon. Charles Anderson-Pelham, plus tard premier comte de Yarborough, en 1806. Le fondateur du Royal Yacht Squadron à Cowes, il apporte peu de changements à la maison et est très heureux de conserver la propriété comme base pratique pour ses activités de voile.
En 1855, le domaine est vendu. Une entreprise commerciale infructueuse transforme Appuldurcombe en hôtel, mais c'est un échec, et la maison est ensuite louée comme Académie du Dr Pound. La maison est habitée en 1901-1907 par une centaine de moines bénédictins qui ont été exilés de l'abbaye Saint-Pierre de Solesmes en France et s'installent ensuite à l'abbaye Notre-Dame de Quarr sur l'île de Wight.

### Seconde Guerre mondiale: les dégâts
Les troupes sont cantonnées dans la maison pendant les deux guerres mondiales, et au début de la Seconde Guerre mondiale la maison est reprise par l'armée. Le 7 février 1943, un avion allemand de la Luftwaffe, un Dornier Do 217 qui est engagé dans une mission de pose de mines, tourne à l'intérieur des terres et largue sa dernière mine très près de la maison, avant de s'écraser sur St Martin's Down. La mine explose, soufflant toutes les fenêtres et provoquant l'effondrement d'une partie du toit . Le trou résultant dans le toit n'est pas réparé, et après la guerre, une grande partie du reste du toit et les intérieurs sont enlevés et vendus.

## Présent

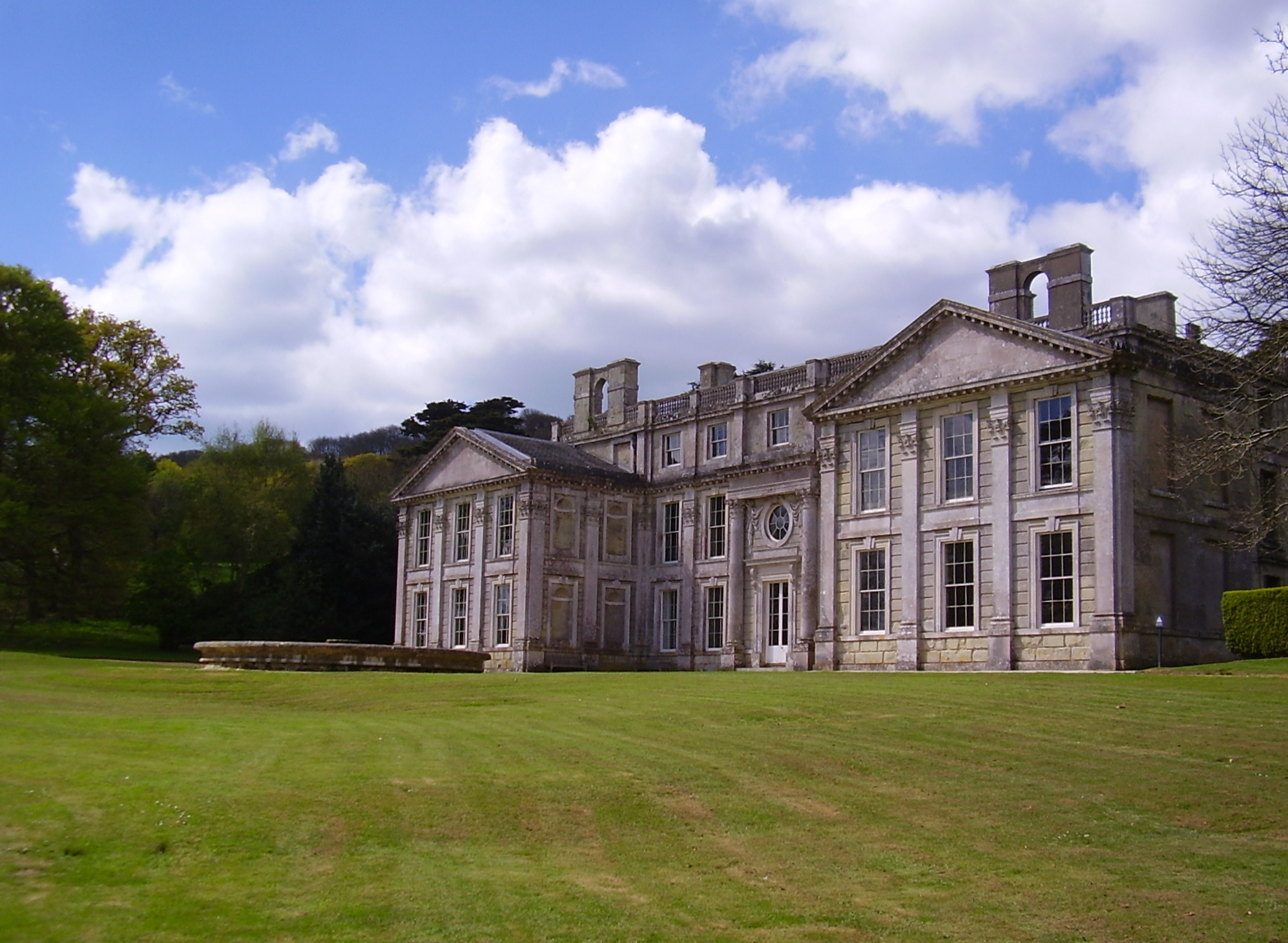
Vue depuis le nord-est

Bien que la maison soit maintenant principalement une coquille, sa partie avant a été recouverte d'un nouveau toit et vitré, et une petite partie de l'intérieur est recréée. La maison est bien connue comme l'un des endroits prétendument les plus hantés de l'île. Il y a des histoires fréquentes et des observations revendiquées de fantômes et d'autres phénomènes surnaturels . Pendant les vacances d'été, des marches fantômes hebdomadaires ont lieu à Appuldurcombe tous les jeudis soir .
En janvier 2016, Appuldurcombe House et le domaine environnant sont à vendre pour 4,75 millions de livres sterling .